# اشتفان کونتس
اشتفان کونتس (به آلمانی: Stefan Kuntz) بازیکن فوتبال و مهاجم اهل آلمان است که از سال ۱۹۹۳ میلادی عضو تیم ملی فوتبال آلمان بوده‌است. وی در ۲۵ بازی ملی حضور داشته‌است و آخرین بازی ملی خود را در سال ۱۹۹۷ میلادی انجام داد. اشتفان کونتس در بازی‌های ملی‌اش ۶ گل به ثمر رساند. مهم‌ترین گل ملی او، گل تساوی در نیمه نهایی یورو ۹۶ مقابل تیم ملی انگلستان و در ورزشگاه ویمبلی بود که باعث صعود به فینال و در نهایت قهرمانی آلمان در آن مسابقات شد. اشتفان کونتس به گواه کارشناسان زننده یکی از سخت‌ترین پنالتی‌های تاریخ فوتبال است. این بازیکن در جریان نیمه نهایی یورو ۱۹۹۶ مأمور زدن پنجمین پنالتی در حضور هزاران تماشاگر انگلیسی در ورزشگاه ویمبلی شد، در صورت از دست دادن پنالتی آلمان از مسابقات حذف می‌شد. اما کونتس با شجاعت و اعتماد به نفس فوق‌العاده خود موفق شد پنالتی را به گل تبدیل کند و زمینه‌ساز پیروزی آلمان در این جدال حساس و تاریخی شد. او از روز یکشنبه ۲۸ شهریور سال ۱۴۰۰ سرمربی تیم ملی بزرگسالان ترکیه شد.